# Megupsilon aporus
Il ciprinodonte Catarina (Megupsilon aporus) è una specie di pesce all'interno della famiglia dei Cyprinodontidae, descritta per la prima volta nel 1972. Esso era endemico della zona di Nuevo León in Messico, ma venne dichiarato estinto allo stato selvatico intorno al 1994. Al dicembre 2012, una piccola popolazione in cattività continua ad esistere. Oltre alla sua piccola dimensione, esso è caratterizzato dall'assenza delle ossa della cintura pelvica e le loro relative pinne, nonché dall'avere differente numero di cromosomi tra individui maschi e femmine. Nel 2013 il suo comportamento venne descritto a partire da osservazioni molto limitate sul campo riguardanti la precedente popolazione allo stato selvatico e grazie a osservazioni molto più accurate effettuate negli acquari.

## Conservazione
Il ciprinodonte Catarina è una specie decisamente in pericolo. Essa venne osservata in natura durante un solo specchio d'acqua a Nuevo León in Messico assieme a Cyprinodon alvarezi. Contreras e Lozano (1996) conclusero che entrambe le specie erano divenute pressoché estinte nel 1994 quando il loro habitat evaporò; ad ogni modo l'ispezione di una parte della sorgente nel novembre del 1994 suggerì che un piccolo numero di individui era sopravvissuto. Le susseguenti pubblicazioni indicarono che entrambe le specie si erano estinte in natura proprio quell'anno. La stessa Lista rossa IUCN riporta questa designazione, citando però un manoscritto non pubblicato scritto in precedenza.
La lista ufficiale delle specie a rischio 2010 stilata dal Messico indica che Megupsilon aporus è inserito in categoria "E" come probabilmente estinto in natura. Le specie considerate estinte dagli esperti ricevono questa designazione. Ad ogni modo se una specie viene riscoperta essa riceverebbe status legale di protezione immediatamente.
In data 12 dicembre 2012 rimane una sola popolazione in cattività di questa specie. Essa consiste approssimativamente di circa 20 esemplari che si trovano presso il Children's Aquarium a Fair Park, di Dallas, negli Stati Uniti.
Il destino di ciprinodonte Catarina è solo uno di quello seguito da altre specie in Messico. Nel 2008 approssimativamente il 40% di più di 500 specie di pesci di acqua dolce in Messico sono considerati a rischio, senza considerare le 29 estinzioni occorse perlopiù negli ultimi 50 anni. L'estinzione e stato di pericolo per molti pesci di acqua dolce sono spesso legati ad eccessivo sfruttamento, riduzione degli specchi d'acqua, distruzione degli habitat e competizione con specie aliene. La fauna ittica messicana dell'entroterra è particolarmente vulnerabile poiché molte specie (così come il ciprinodonte Catarina) sono endemiche di isolati specchi d'acqua o piccoli sistemi di drenaggio come descritto minuziosamente da Robert Rush Miller.

## Evoluzione storica
Megupsilon aporus è l'unico membro conosciuto del suo genere. Basandosi su un'analisi dell'orologio molecolare del DNA mitocondriale, si ritiene che Megupsilon e Cyprinodon si distinsero da un comune antenato approssimativamente 7 milioni di anni fa.

## Descrizione
Basandosi su FishBase questa specie cresce fino ad una lunghezza di 4 centimetri. Si è fatto notare come essa sia una delle specie ittiche più piccole del Nord America. La nuca e i lati dei maschi nuziali sono di un blu iridescente con una scura macchia alla base del peduncolo caudale. Le femmine mature sono di un verde oliva dorato con una indistinta banda laterale.
La miniaturizzazione e la mancanza di pinne pelviche sono anche caratteristiche di Cyprinodon diabolis. Anche un ciprinodonte endemico algerino, Aphanius apodus, non possiede pinne pelviche.

## Cromosomi
Megupsilon differisce da Cyprinodon avendo i maschi meno cromosomi rispetto agli esemplari femmina (47 contro 48) I maschi hanno un grande cromosoma Y che appare risultare dalla fusione di due cromosomi: un autosoma e un ancestrale cromosoma Y. L'esempio di Megupsilon rappresenta la prima istanza di scoperta di una fusione autosoma/cromosoma Y in un pesce. Successive ricerche suggeriscono che questo tipo di fusione cromosomica è abbastanza frequente; 35 esempi sono stati contati al 2012. Tra le diverse specie di Cyprinodontidae, i maschi di Garmanella pulchra presentano anch'essi meno cromosomi delle femmine.

## Comportamento e morfologia
Liu e Echelle (2013) descrivono come inusuale il suo comportamento e morfologia:
L'ipotesi che il comportamento e la morfologia di Megupsilon potrebbero aver preso forma dall'interazione con altre specie simili è ricavabile dall'osservazione effettuata da Miller e Walters (1972) nella prima descrizione del genere e della specie. Nelle interazioni aggressive tra essi, i più grandi Cyprinodon sottomettono Megupsilon, che sembrano restringere la sua distribuzione nelle parti più ricche di vegetazione delle sorgenti. Liu e Echelle (2013) teorizzarono che lo ristretto habitat potrebbe aver influito nella sua evoluzione. Essi fornirono inoltre una ipotesi contraria che questa specie sia ciò che rimane di un gruppo più grande di Megupsilon in cui miniaturizzazione e assenza di pinne pelviche erano caratteristiche fisse.
La miniaturizzazione ed assenza di pinne pelviche nel ciprinodonte Catarina potrebbero essere collegate. Gli studi indicano che la miniaturizzazione è spesso associata con novità morfologica. Inoltre, numerosi esempi di adattamento nella crescita delle ossa per la miniaturizzazione nei pesci, anfibi e rettili sono stati notati; questi includono riduzioni scheletriche così come una ridotta ossificazione o perdita completa delle ossa pelviche.